# Monteleone d'Orvieto
Monteleone d'Orvieto este o comună din provincia Terni, regiunea Umbria, Italia, cu o populație de 1.369 locuitori (1 ianuarie 2023) și o suprafață de 24,1 km².

## Demografie
Monteleone d'Orvieto - evoluția demografică

|  | Graficele sunt indisponibile din cauza unor probleme tehnice. Mai multe informații se găsesc la Phabricator și la wiki-ul MediaWiki. |

Date: Recensăminte sau birourile de statistică - grafică realizată de Wikipedia